# Гарфилд (фильм)
«Гарфилд» (англ. Garfield: The Movie) — американский комедийный фильм 2004 года, основанный на одноимённом комиксе Джима Дэвиса. Режиссёром выступил Питер Хьюитт, сценарий написали Джоэль Коэн и Алек Соколов, Джона Арбакла сыграл Брекин Мейер, доктора Лиз Уилсон — Дженнифер Лав Хьюитт, Билл Мюррей озвучил Гарфилда, который был создан с помощью компьютерной анимации.
Фильм снят компаниями Davis Entertainment и 20th Century Fox. Премьера состоялась 11 июня 2004 года в США и 26 августа в России. Несмотря на негативные отзывы от критиков, он имел коммерческий успех, заработав 208 миллионов долларов при бюджете в 50 миллионов долларов. Продолжение, «Гарфилд 2», вышло в 2006 году.

## Сюжет
Гарфилд — толстый, ленивый кот, который живёт со своим хозяином Джоном Арбаклом (англ. Jon Arbuckle). Его основное занятие — подшучивание (а какого-то рода даже издевательство) над хозяином и соседским доберманом Лукой. Помимо Джона, Гарфилд поддерживает странную дружбу с мышью по имени Луис. Он также дружит с котом Нермалом (англ. Nermal), которого часто запускает в корзине к крышам домов, и с кошкой Арлин (англ. Arlene).
Тем временем некий Хэппи Чепмен, ведущий шоу для домохозяек на 37-м канале «Kibbly cat», посвящённое одному коту, Сэру Роланду, ненавидит всех кошек, имеет на них аллергию и мечтает прославиться в новом шоу «Kibbly dog» с талантливой собакой. У него есть младший брат Уолтер Джей Чепмен, устроившийся ведущим новостей на крупном телеканале и постоянно вызывавший зависть у Хэппи Чепмена. Последний хочет его обойти и прославиться на весь мир.
Хозяин Гарфилда, надеясь на симпатию со стороны ветеринара Лиз Уилсон (англ. Liz Wilson), в которую влюблён ещё со школы, везёт своего кота в город. Джон пытается намекнуть на чувства, но из-за недопонимания получает под опеку нового питомца — щенка по кличке Оди (англ. Odie). Джон и Лиз начинают встречаться. Гарфилду не нравится, что ему приходится делить дом с собакой, из-за которой, как ему кажется, Джон стал меньше его любить. С ним случается несколько казусов, в которых частично был виноват Оди. В конце концов, пользуясь душевным порывом, кот учит щенка танцевать под музыку «Hey Mama!» группы «The Black Eyed Peas». Джон берёт Оди на собачье шоу талантов, где Лиз является судьёй наряду с Хэппи Чепменом. Гарфилд без разрешения пробирается на фестиваль, где ввязывается в свару с собаками-конкурсантами. В то время, пока они бегут за котом, диджей, чтобы спасти положение, включает музыку «Hey Mama!». Оди, пользуясь инстинктами, движется к центру сцены, где начинает танцевать. Его экспромт за мгновение становится хитом, из-за чего главный приз достаётся ему и Джону. Хэппи Чепмен предлагает Джону выступить с Оди на телевидении, но тот не соглашается.
Гарфилд, спасшись от собак, приезжает домой. Он считает, что из-за победы Оди на шоу Джон станет ещё больше любить щенка, и, в сердцах неудачно бросив мяч, случайно громит целую комнату. Джон впервые выгоняет Гарфилда на улицу. Оди приходит к Гарфилду, чтобы утешить его. Гарфилд пользуется ситуацией и прыгает внутрь, заперев Оди снаружи. Щенок убегает. Поздно ночью его находит пожилая женщина по имени миссис Бейкер. Она развешивает по городу плакаты «Найдена собака!» Взволнованные Джон и Лиз начинают поиски Оди, в то время как приятели Гарфилда перестают дружить с ним за то, что он сделал со щенком.
Между тем Чепмен и его помощник Венделл видят плакат миссис Бейкер и решают, что Оди, благодаря умению танцевать, замечательно подойдёт для «Kibbly dog», после чего выдают себя за его хозяев. Когда Гарфилд видит Оди в новом шоу по телевидению и слышит объявление Чепмена о том, что через два часа тот вместе со щенком отправится в Нью-Йорк, то решает вмешаться. Он пешком направляется в город, где в одном из переулков встречает несколько сотен голодных крыс. От смерти его спасает его друг — мышь Луис. За два ореховых печенья сверху Луис соглашается провести его к Телеграфной башне — зданию в центре города, откуда ведётся всё местное теле- и радиовещание.
В студии на Телеграфной Башне Гарфилд находит Оди в клетке, подготовленной к отъезду. Спасению неожиданно мешает Чепмен, который решает использовать электрошоковый ошейник, заставляющий щенка выполнять различные трюки. Чепмен и Венделл уезжают на вокзал, а Гарфилд случайно падает с большой высоты в грузовик с лазаньей и продолжает погоню. Но профессиональный ловец животных города принимает Гарфилда за бездомного кота и отвозит его к себе в приют. Там Гарфилд встречает Сэра Роланда, которого Чепмен отдал в этот приют за ненадобностью, когда у него появился Оди. Он рассказывает бывшей звезде телеэкранов свою историю и впервые осознаёт, что Оди, несмотря ни на что, его друг. Тем временем Джон, заметив плакат, приезжает к миссис Бейкер, но она говорит, что реальным владельцем Оди является Хэппи Чепмен с 37 канала.
В приют неожиданно приходят покупатели. Охранник предлагает им на выбор пять кошек, в том числе и Гарфилда с Сэром Роландом. Пользуясь минутной свободой, Сэр Роланд нажимает красную кнопку на пульте управления, которая открывает двери для всех собак и кошек. Звери разбегаются. Тем временем Хэппи Чепмен садится на поезд и сдаёт корзину с Оди в багажный вагон. Гарфилд прибывает слишком поздно, он успевает только к отправлению поезда. Заметив ребёнка с игрушечным паровозом, Гарфилд понимает, что реальными поездами тоже можно управлять, после чего пробирается в комнату управления поездами и пытается остановить Оди и Хэппи Чепмена. Гарфилд меняет направления нескольких поездов, что приводит к угрозе столкновения. Чудом избежав трагедии, Гарфилд находит кнопку управления поездом до Нью-Йорка и возвращает его на вокзал. А тем временем Джон и Лиз, побывав в Телеграфной башне, узнают, что Хэппи Чепмен едет в Нью-Йорк, и направляются на вокзал, где безуспешно просят остановить поезд. Но вскоре им говорят, что тот уже возвращается.
Гарфилд освобождает Оди и бежит домой. Чепмен видит побег и выскакивает за животными. Он нагоняет Гарфилда и Оди в багажном отсеке и загораживает им путь.
Чепмен пытается надеть ошейник на Оди, но неожиданно натыкается на группы собак, кошек и крыс, возглавляемые Сэром Роландом и Луисом. Они нападают на Чепмена. Оди спасается от телеведущего. Чепмен встаёт, но обнаруживает на своей шее собственный электрошоковый ошейник. Гарфилд заставляет его испытать на себе два сильных разряда. В довершение всего, Джон и Лиз находят своих питомцев, и Джон нокаутирует Хэппи Чепмена ударом в лицо кулаком.
Чепмена арестовывают за предполагаемую остановку поезда, а также за похищение Оди. Гарфилд восстанавливает доверие и уважение своих друзей-животных. Лиз говорит Джону, что хочет быть для него кем-то более близким, чем просто друг, и между ними наконец завязываются романтические отношения.

## В ролях

### Люди
- Брекин Мейер — Джон Арбакл, хозяин Гарфилда и Оди.
- Дженнифер Лав Хьюитт — доктор Лиз Уилсон, ветеринар Гарфилда и возлюбленная Джона.
- Стивен Тоболовски — Хэппи Чепмен, ведущий телешоу / Уолтер Джей Чепмен, брат Хэппи, репортёр телевизионных новостей.
- Эван Арнольд — Уэнделл, помощник Хэппи.
- Марк Кристофер Лоуренс — Кристофер Мелло, со-ведущий Хэппи.
- Ив Брент — миссис Бейкер, пожилая женщина, спасшая Оди.
- Джульетт Гоглия — маленькая девочка, которая пытается усыновить Привереду из приюта для бездомных животных.
- Эван Гельмут — стюард
- Джо Бэйс — член Raccoon Lodge
- Лейна Нгуен — новостной репортёр (Эбби), коллега Уолтера.
- Джо Охман — инженер, работник телеграфной башни.
- Руфус Гиффорд — хозяин собаки №1

Создатель Гарфилда Джим Дэвис исполнил для фильма эпизодическую роль пьяного участника собачьего шоу, но его роль была вырезана из окончательной версии фильма.

### Озвучивание
- Билл Мюррей — Гарфилд, жирный, циничный, ленивый и непринуждённый оранжевый кот Джона.
- Алан Камминг — Привереда, высокомерный кот, называющий себя Сэром Роландом.
- Ник Кэннон — Луис, остроумная мышь.
- Дэвид Эйгенберг — Нермал, наивный лучший друг Гарфилда.
- Брэд Гарретт — Лука, агрессивный Доберман Пинчер, который охраняет дом по соседству с Гарфилдом.
- Джимми Киммел — Спанки (неназван в фильме)
- Дебра Мессинг — Арлин, возлюбленная Гарфилда.
- Ричард Кайнд — папа-крыса
- Дебра Джо Рапп — мама-крыса
- Уайатт Смит, Джордан Кайзер и Элисон Стоунер в роли неназванных крысят — крысёнок №1, крысёнок №2 и крысёнок №3 соответственно

## Создание
Режиссёром фильма выступил Питер Хьюитт. Слоган фильма: «Hits The Big Screen On June 11… Whenever He Wants». Съёмки начались 8-го марта 2003 года в Лос-Анджелесе. На роль Джона Арбакла рассматривалась кандидатура Джима Керри, но в итоге её исполнил Брекин Мейер. Фильм снимался на улицах Лос-Анджелеса и в павильонах Universal Studios (19-м и 36-м), а некоторые сцены — в Великобритании. Финальные сцены снимались на станции метро Union Station. Основного персонажа — кота Гарфилда — было решено сделать с помощью CGI анимации, в отличие от остальных животных-героев фильма, которые первоначально были живые, а впоследствии были заменены цифровыми аналогами ввиду трудности с мимикой животных.
Создатель одноимённых комиксов и автор сценария фильма Джим Дэвис снялся в эпизодической роли пьяного делегата съезда, но впоследствии эта роль была исключена из окончательного варианта фильма. Наряду с ним была исключена роль Моник, озвучивавшей одну из крыс.
Билл Мюррей, озвучивший кота Гарфилда, признался, что вначале думал, что автором сценария является Джоэл Коэн (англ. Joel Coen), но позже оказалось, что сюжет к фильму разработал другой Джоэл Коэн (англ. Joel Cohen).
Первоначально премьера фильма должна была состояться 17 декабря 2003 года. Причиной перенесения её на 6 июня 2004 года стали недоработки компьютерных спецэффектов.

## Премьера
Фильм был выпущен в кинопрокат компанией 20th Century Fox 11 июня 2004 года, за восемь дней до 26-летия Гарфилда. Перед показом в кинотеатрах фильму предшествовал короткометражный мультфильм «Потерянный орех» из серии «Ледниковый период». В США в первые выходные фильм собрал 21,7 миллионов долларов. Кассовые сборы составили 75,4 млн долларов в США и 125,4 млн долларов в остальном мире, что в сумме составило 200,8 млн в мировом прокате. 20th Century Fox Home Entertainment выпустила фильм на VHS и DVD 19 октября 2004 года. Специальные материалы включают закадровые материалы, удалённые сцены и музыкальный клип Baha Men «Holla!».

## Саундтрек
1. Baha men — «Holla»
2. James Brown — «I Got You (I Feel Good)»
3. Elton John — «Honky Cat»
4. Elvis Presley — «Hound Dog»
5. Tom Jones — «Whats New Pussycat?»
6. Cheap Trick — «Wild Thing»
7. Matthew Sweet — «Cats vs. Dogs»
8. The Stray Cats — «Stray Cat Strut»
9. Squirrel Nut Zippers — «Fat Cat Keeps Getting Fatter»
10. Sammy Davis Jr. — «Talk to the Animals»
11. Rufus Thomas — «Walking the Dog»
12. George Clinton — «Atomic Dog»
13. All Too Much — «More Than a Friend»
14. The Turtles — «Happy Together»
15. Al Green — «Youve Got a Friend»

## Отзывы и критика
Фильм был встречен критиками весьма негативно. На сайте Rotten Tomatoes он получил 15 % «свежести» и отметку «Гнилой». Среди топ-критиков оценка была ещё меньше — 12 % «свежести». На том же сайте топ-критик Бен Кенигсберг оставил такой отзыв:

«Никто не может обвинить фильм „Гарфилд“ в отступлении от исходного комикса: он правильно передаёт банальность комикса Джима Дэвиса».
Оригинальный текст (англ.)«No one can accuse Garfield: The Movie of infidelity to its source: It faithfully conveys the banality of Jim Davis's cartoon.»
— Топ-критик Бен Кенигсберг, «Rotten tomatoes»

Негативно также отозвался о фильме и топ-критик Ричард Роупер, отозвавшись о нём, как о «фильме без энергии и вдохновения». Известно также высказывание Дессона Томпсона: 
Нет ничего хорошего, чтобы порекомендовать этот фильм,
кроме его чистой безвредности для детей.Дессон Томпсон
В качестве цитаты можно взять также и отзыв топ-критика Лайам Лейси: «Хотя „Гарфилд“ и растянут на 80 минут, кажется, что всё это время включает в себя разные погони, крушения мебели и багажа, и безумные нападения взрослых актёров друг на друга.» (Англ. «Though Garfield runs barely 80 minutes, it seems a good hour of it involves chases, furniture and luggage collapsing, and grown-up actors madly mugging.») Энн Хорнадэй отозвалась о «Гарфилде» следующим образом:

Мягкий, качественный и мгновенно забывающийся.
Оригинальный текст (англ.)Bland, workmanlike and instantly forgettable.
— Топ-критик Энн Хорнадей, «Rotten tomatoes»
Однако встречаются и положительные отзывы, к примеру, высказывание критика Mike McGranaghan:

«Я рекомендую его, как фильм, который дети полюбят и станут им наслаждаться, а взрослые найдут неожиданно приятным для просмотра.»
Оригинальный текст (англ.)«I recommend it as a family film that kids will enjoy and adults will find unexpectedly pleasant.»
— Топ-критик Mike McGranaghan, «Rotten tomatoes»
Примечательно, что оценка обычной зрительской аудитории оказалась значительно выше, чем оценка критиков. Средний рейтинг фильма составил 2,9 баллов из 5; процент «свежести» тоже был выше — фильм понравился 54 % зрителям.
На сайте «Metacritic» фильм получил 31 балл из 100 возможных у критиков, зрители по сравнению с Rotten Tomatoes на этом сайте дали более плохие отзывы — 4,5 из 10 возможных.
M.E.Russell дал такой отзыв фильму, оставив вместе с ним оценку в 58 из 100:
Коротко, это почти безупречное безобидное развлечение для детейM.E.Russell
Среди негативных отзывов на сайте можно заметить высказывание Chris Kaltenbach:

«Гарфилд с полосы комиксов перестал быть смешным около 10 лет назад. Фильм „Гарфилд“ можно смотреть без скуки около 10 минут, после чего она окончательно установится в фильме»
Оригинальный текст (англ.)«Garfield the comic strip stopped being funny about 10 years ago. Garfield the Movie makes it to about the 10-minute mark before tedium sets in.»
— Критик Chris Kaltenbach, «Metacritic»
Критик Peter Lowry оставил о фильме оценку 70 из 100 и такой отзыв: «В целом, первый фильм о Гарфилде может быть не таким забавным, как мультфильм, но его всё-таки очень интересно смотреть.»
В целом на сайте критики дали 2 положительных отзыва, 10 «смешанных» и 19 отрицательных. Среди пользователей на том же сайте было дано 15 положительных отзывов, 2 «смешанных» и 23 отрицательных.
На своём официальном сайте критик Роджер Эберт оценил фильм в три звезды из четырёх и оставил отзыв, в котором комментировал работу сценаристов, актёров и режиссёра.

### Рейтинг MPAA
По системе оценки кино и мультфильмов Американской киноассоциации фильму был присвоен рейтинг PG: рекомендуется присутствие родителей. Причиной этого послужили следующие вещи:
1. Присутствует комическое насилие, в том числе и использование электрошокового ошейника;
2. В фильме можно заметить неприличные слова и выражения, как, например: «butt», «blow chunks», «suck-up». Также присутствует доля вульгарного юмора, хотя и в малом количестве.

Таких вещей и действий, как употребление наркотиков, откровенные сцены, распитие алкогольных напитков и т. д., в фильме не обнаружено.

### Отзывы в России
На сайте «Критиканство» фильм был оценён на 88 балла из 100.

## Сиквел
В 2006 году кинокомпанией 20th Century Fox выпущен сиквел фильма — «Гарфилд 2».